# Веблен (Південна Дакота)
Веблен (англ. Veblen) — місто (англ. city) в США, в окрузі Маршалл штату Південна Дакота. Населення — 317 осіб (2020).

## Географія
Веблен розташований за координатами 45°51′43″ пн. ш. 97°17′13″ зх. д. / 45.86194° пн. ш. 97.28694° зх. д. (45.861989, -97.286910).  За даними Бюро перепису населення США в 2010 році місто мало площу 0,81 км², уся площа — суходіл.

## Демографія
Згідно з переписом 2010 року, у місті мешкала 531 особа в 151 домогосподарстві у складі 72 родин. Густота населення становила 652 особи/км².  Було 174 помешкання (214/км²).
Расовий склад населення:
| - 37,1 % — білих - 12,6 % — корінних американців - 0,2 % — чорних або афроамериканців - 47,8 % — осіб інших рас |

До двох чи більше рас належало 2,3 %. Частка іспаномовних становила 52,9 % від усіх жителів.
За віковим діапазоном населення розподілялося таким чином: 15,6 % — особи молодші 18 років, 74,2 % — особи у віці 18—64 років, 10,2 % — особи у віці 65 років та старші. Медіана віку мешканця становила 28,2 року. На 100 осіб жіночої статі у місті припадало 242,6 чоловіків;  на 100 жінок у віці від 18 років та старших — 276,5 чоловіків також старших 18 років.
Середній дохід на одне домашнє господарство  становив 41 704 долари США (медіана — 37 500), а середній дохід на одну сім'ю — 39 957 доларів (медіана — 32 273). За межею бідності перебувало 31,0 % осіб, у тому числі 48,6 % дітей у віці до 18 років та 3,7 % осіб у віці 65 років та старших.
Цивільне працевлаштоване населення становило 255 осіб. Основні галузі зайнятості: сільське господарство, лісництво, риболовля — 57,6 %, мистецтво, розваги та відпочинок — 12,9 %, виробництво — 8,2 %, освіта, охорона здоров'я та соціальна допомога — 4,3 %.